# عبدالرحمن ابراهیم
عبدالرحمن ابراهیم (انگلیسی: Abdulrahman Ibrahim؛ زادهٔ ۹ نوامبر ۱۹۷۴) (متولد 9 نوامبر 1974) فوتبالیست سابق یک بازیکن فوتبال اهل امارات متحده عربی است.
از باشگاه‌هایی که در آن بازی کرده‌است می‌توان به باشگاه فوتبال الشعب امارات، باشگاه فوتبال عجمان امارات، و تیم ملی فوتبال امارات متحده عربی اشاره کرد.
همچنین وی در تیم ملی فوتبال امارات متحده عربی بازی کرده است و او در داوری نیز تجربه دارد.